# Ramon-Syndrom
Das Ramon-Syndrom ist eine seltene angeborene Erkrankung mit einer Kombination von Cherubismus mit Zahnfleischwucherung (Gingivale Fibromatose) und Geistiger Behinderung.
Die Bezeichnung bezieht sich auf den Erstautor der Erstbeschreibung von 1967, den Arzt Y. Ramon.

## Verbreitung
Die Häufigkeit (Verbreitung) ist nicht bekannt, die Vererbung erfolgt autosomal-rezessiv.

## Klinik
Diagnostische Kriterien sind:
- Epilepsie
- Gingivafibromatose
- Cherubismus
- Weite und lange offen bleibende Fontanelle

Hinzu kommen tief liegende Zähne, Minderwuchs, leichte geistige Behinderung, Juvenile idiopathische Arthritis